# En el nombre de Borgia
En el nombre de Borgia es una novela histórica escrita por Juanjo Braulio, publicada el 12 de septiembre de 2024 bajo el brazo de Ediciones B.
Es su cuarta novela tras El silencio del pantano, Sucios y malvados y En el nombre del poder.

## Descripción
Narrada desde la perspectiva de varios de los personajes, esta novela, continuación de la historia narrada en el anterior libro, En el nombre del poder, sigue con la historia de la familia Borgia desde 1498, cuando Cesar Borgia renunció al capelo cardenalicio, hasta 1507. 

## Sinopsis
En 1498, tras consolidar su poder frente a las grandes familias romanas y al propio rey de Francia, el papa Alejandro VI —Rodrigo Borgia— reina en Roma, pero la victoria se ha teñido de tragedia con el asesinato de su hijo mayor, Juan. Decidido a perpetuar el dominio de su linaje, el pontífice deposita su ambición en su segundo hijo, el cardenal César Borgia, quien, renunciando al capelo cardenalicio, se lanza a una implacable campaña política y militar para forjar un imperio propio. Esta historia épica, ambientada en el renacimiento italiano, narra el ascenso y caída de César Borgia entre 1498 y su muerte en 1507, en una era marcada por el poder, la traición y el sueño de una dinastía eterna.

## Personajes
Entre las personas que aparecen en la novela se incluyen:
- Rodrigo Borgia/Alejandro VI
- Cesar Borgia
- Lucrecia Borgia
- Jofré Borgia
- Micheletto Corella/Miquel
- Giuliano della Rovere